# Ménil-Erreux
Ménil-Erreux est une commune française, située dans le département de l'Orne en région Normandie, peuplée de 195 habitants.

## Géographie

### Description
La commune se trouve dans le  Parc naturel régional Normandie-Maine.

### Communes limitrophes
| Saint-Gervais-du-Perron              | Saint-Gervais-du-Perron | Bursard, Essay    |
| Écouves (comm. dél. de Vingt-Hanaps) | Ménil-Erreux            | Neuilly-le-Bisson |
| Larré                                | Larré, Hauterive        | Hauterive         |

### Hydrographie
La commune est située dans le bassin Loire-Bretagne. Elle est drainée par le Vande, la Forêt, le ruisseau de Lailbert et le Péroncel,.
Le Vande, d'une longueur de 22 km, prend sa source dans la commune du Bouillon et se jette  dans la Vézone à Essay, après avoir traversé sept communes. 

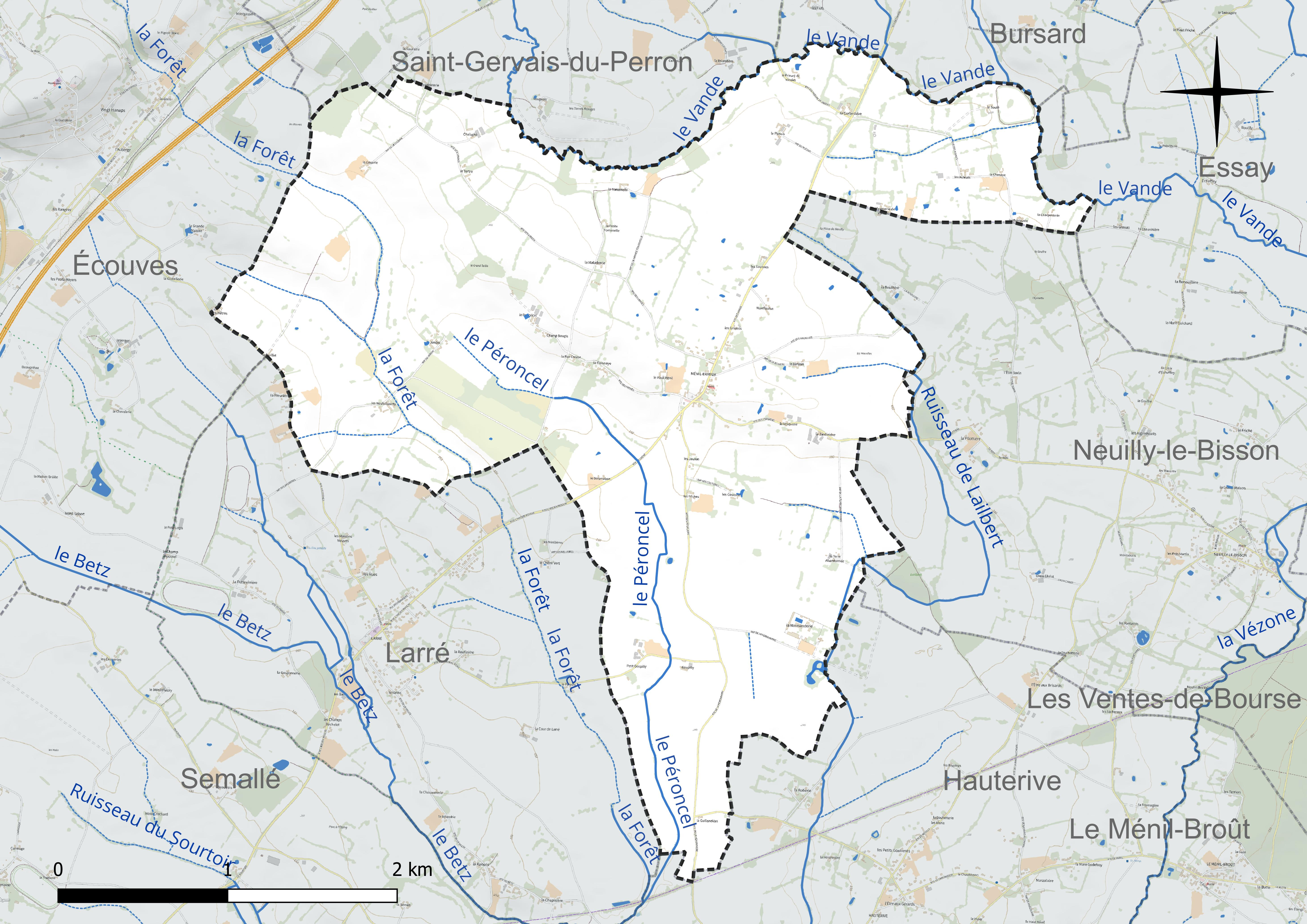
Réseau hydrographique de Ménil-Erreux.

### Climat
Pour des articles plus généraux, voir Climat de la Normandie et Climat de l'Orne.
En 2010, le climat de la commune est de type climat océanique dégradé des plaines du Centre et du Nord, selon une étude du CNRS s'appuyant sur une série de données couvrant la période 1971-2000. En 2020, Météo-France publie une typologie des climats de la France métropolitaine dans laquelle la commune est dans une zone de transition entre le climat océanique et le climat océanique altéré et est dans la région climatique Normandie (Cotentin, Orne), caractérisée par une pluviométrie relativement élevée (850 mm/a) et un été frais (15,5 °C) et venté. Parallèlement le GIEC normand, un groupe régional d’experts sur le climat, différencie quant à lui, dans une étude de 2020, trois grands types de climats pour la région Normandie, nuancés à une échelle plus fine par les facteurs géographiques locaux. La commune est, selon ce zonage, exposée à un « climat des plateaux abrités », se caractérisant par une pluviométrie et des contraintes thermiques modérées mais aussi, par effet de continentalité, des températures plus contrastées qu'au nord dans la plaine de Caen, avec communément 10 à 15 jours par an de plus de froid en hiver et de chaleur en été.
Pour la période 1971-2000, la température annuelle moyenne est de 10,7 °C, avec une amplitude thermique annuelle de 14,1 °C. Le cumul annuel moyen de précipitations est de 730 mm, avec 11,9 jours de précipitations en janvier et 7,6 jours en juillet. Pour la période 1991-2020, la température moyenne annuelle observée sur la station météorologique la plus proche, située sur la commune de Villeneuve-en-Perseigne à 8 km à vol d'oiseau, est de 10,8 °C et le cumul annuel moyen de précipitations est de 770,2 mm,. Pour l'avenir, les paramètres climatiques de la commune estimés pour 2050 selon différents scénarios d’émission de gaz à effet de serre sont consultables sur un site dédié publié par Météo-France en novembre 2022.

## Urbanisme

### Typologie
Au 1er janvier 2024, Ménil-Erreux est catégorisée commune rurale à habitat très dispersé, selon la nouvelle grille communale de densité à sept niveaux définie par l'Insee en 2022.
Elle est située hors unité urbaine. Par ailleurs la commune fait partie de l'aire d'attraction d'Alençon, dont elle est une commune de la couronne,. Cette aire, qui regroupe 89 communes, est catégorisée dans les aires de 50 000 à moins de 200 000 habitants,.

### Occupation des sols
L'occupation des sols de la commune, telle qu'elle ressort de la base de données européenne d’occupation biophysique des sols Corine Land Cover (CLC), est marquée par l'importance des territoires agricoles (100 % en 2018), une proportion identique à celle de 1990 (100 %). La répartition détaillée en 2018 est la suivante : 
terres arables (64 %), prairies (36 %). L'évolution de l’occupation des sols de la commune et de ses infrastructures peut être observée sur les différentes représentations cartographiques du territoire : la carte de Cassini (XVIIIe siècle), la carte d'état-major (1820-1866) et les cartes ou photos aériennes de l'IGN pour la période actuelle (1950 à aujourd'hui).

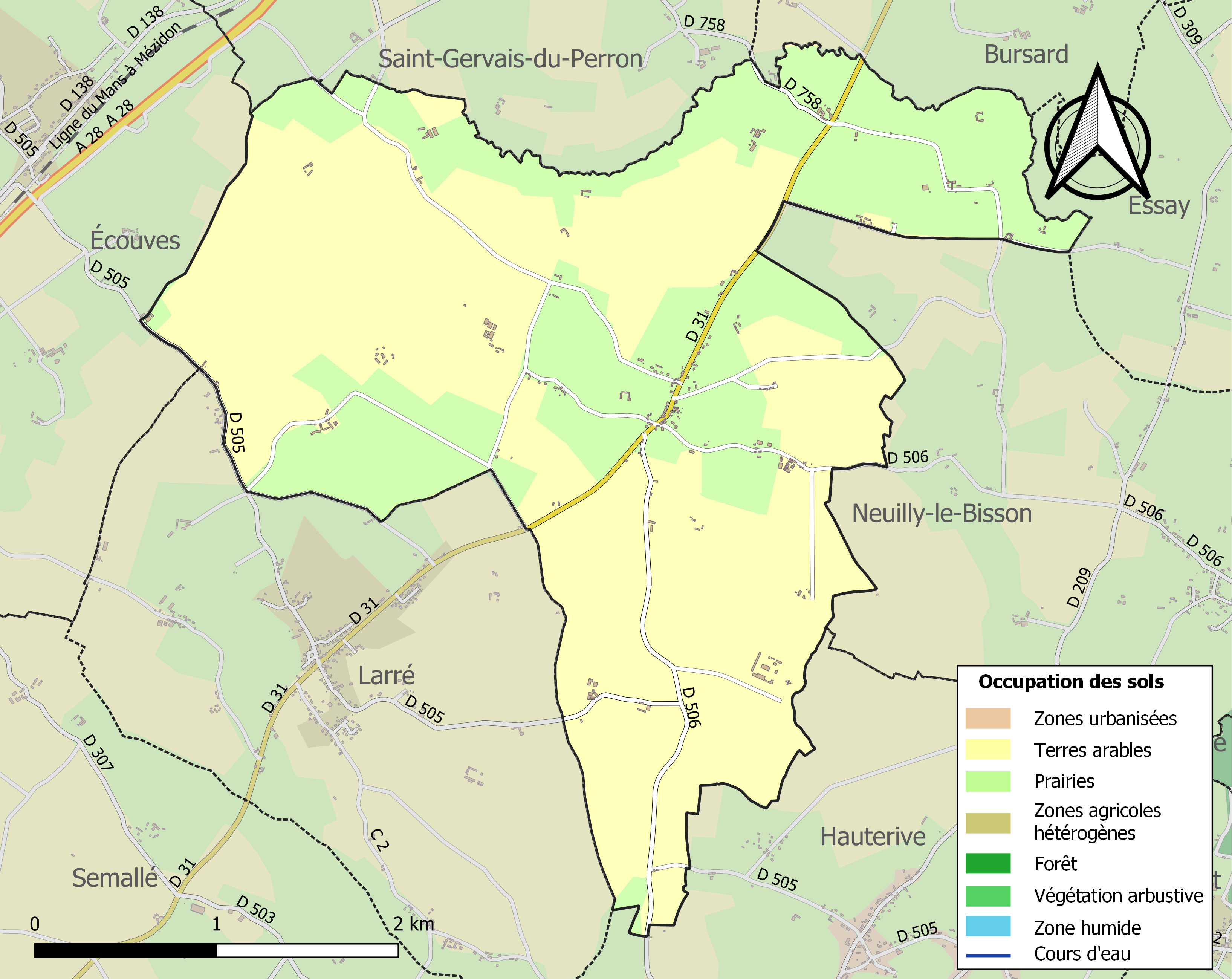
Carte des infrastructures et de l'occupation des sols de la commune en 2018 (CLC).

### Habitat et logement
En 2018, le nombre total de logements dans la commune était de 107, alors qu'il était de 103 en 2013 et de 104 en 2008.
Parmi ces logements, 87,5 % étaient des résidences principales, 5,2 % des résidences secondaires et 7,3 % des logements vacants. Ces logements étaient pour 99 % d'entre eux des maisons individuelles et pour 0 % des appartements.
Le tableau ci-dessous présente la typologie des logements à Ménil-Erreux en 2018 en comparaison avec celle de l'Orne et de la France entière. Une caractéristique marquante du parc de logements est ainsi une proportion de résidences secondaires et logements occasionnels (5,2 %) inférieure à celle du département (10,5 %) mais supérieure à celle de la France entière (9,7 %). Concernant le statut d'occupation de ces logements, 90,1 % des habitants de la commune sont propriétaires de leur logement (90,8 % en 2013), contre 64,3 % pour l'Orne et 57,5 pour la France entière.
| Typologie                                               | Ménil-Erreux | Orne | France entière |
| ------------------------------------------------------- | ------------ | ---- | -------------- |
| Résidences principales (en %)                           | 87,5         | 78,3 | 82,1           |
| Résidences secondaires et logements occasionnels (en %) | 5,2          | 10,5 | 9,7            |
| Logements vacants (en %)                                | 7,3          | 11,2 | 8,2            |

## Toponymie

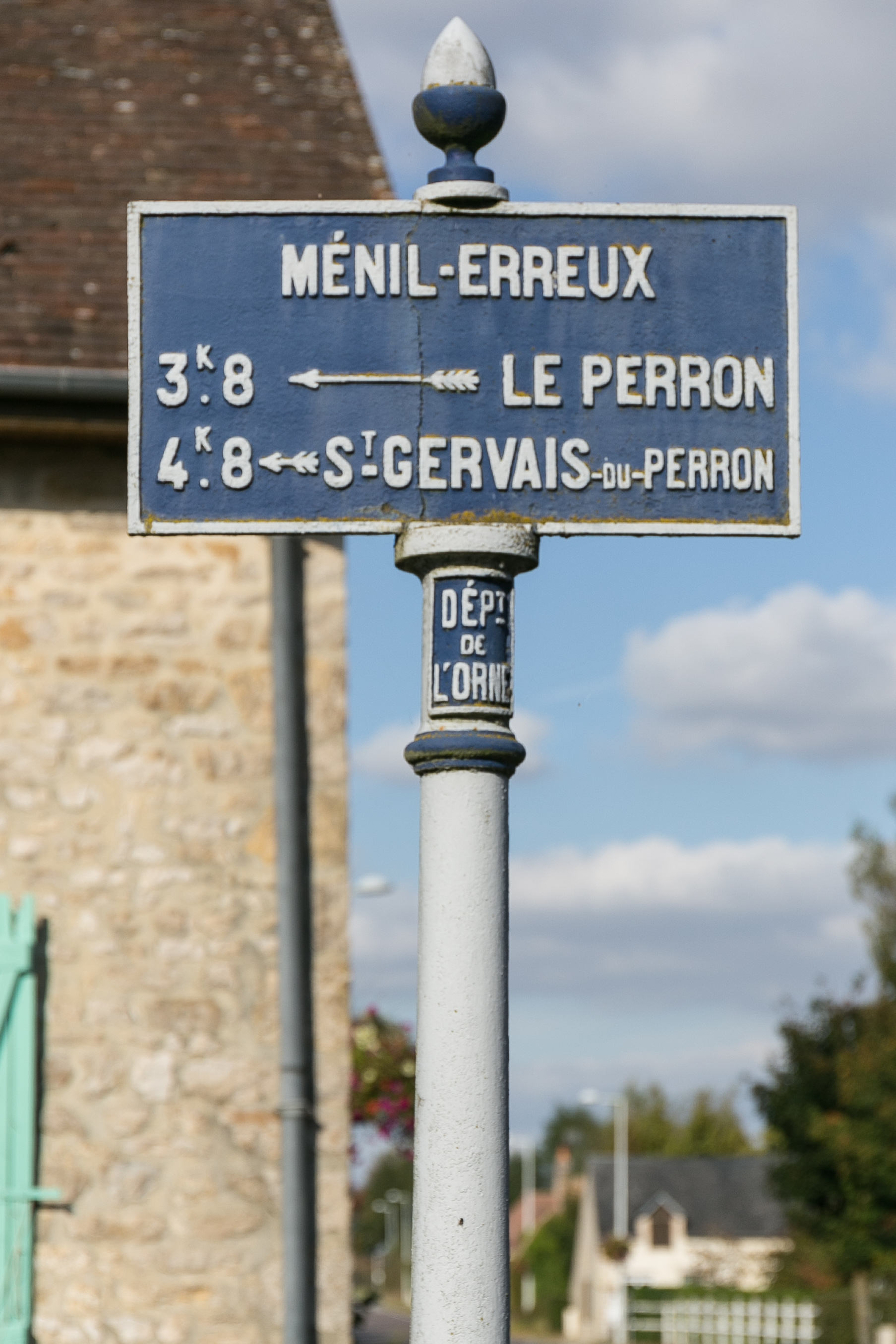
Plaque de cocher, à Ménil-Erreux.

Le nom de la localité est attesté sous les formes Menil Erreux en 1793, Mesnil-Erreux en 1801.
L'ancien français mesnil, « domaine rural », est à l'origine de nombreux toponymes, notamment en Normandie. La graphie Ménil a été imposée pour les différents Mesnil de l'Orne par un préfet au début du XIXe siècle.
Erreux est un ancien hameau et une ancienne paroisse. Des erreux sont des fosses faites dans des zones sablonneuses.
Le gentilé est Hirouldain.

## Histoire
En 1811, Ménil-Erreux (350 habitants en 1806) absorbe Vandes (133 habitants) au nord du territoire.

## Politique et administration

### Rattachements administratifs et électoraux

#### Rattachements administratifs
La commune se trouve dans l'arrondissement d'Alençon du département de l'Orne.
Elle faisait partie depuis 1801 du canton du Mêle-sur-Sarthe. Dans le cadre du redécoupage cantonal de 2014 en France, cette circonscription administrative territoriale a disparu, et le canton n'est plus qu'une circonscription électorale.

#### Rattachements électoraux
Pour les élections départementales, la commune fait partie depuis 2014 du canton d'Écouves
Pour l'élection des députés, elle fait partie de la première circonscription de l'Orne.

### Intercommunalité
Ménil-Erreux est membre de la communauté urbaine d'Alençon, un établissement public de coopération intercommunale (EPCI) à fiscalité propre créé fin 1996  et auquel la commune avait transféré un certain nombre de ses compétences, dans les conditions déterminées par le code général des collectivités territoriales.
Cette intercommunalité succédait alors au district de l’Agglomération alençonnaise, créé en 1969.

### Administration municipale
Compte tenu de la population de la commune, son conseil municipal est composé de onze membres dont le maire et un adjoint.

### Liste des maires
| Période                                  | Période                       | Identité           | Étiquette | Qualité                                                    |
| ---------------------------------------- | ----------------------------- | ------------------ | --------- | ---------------------------------------------------------- |
| Les données manquantes sont à compléter. |                               |                    |           |                                                            |
| 1867                                     | 1896                          | Louis Croise       |           |                                                            |
| 1896                                     | 1904                          | Grégoire Marchand  |           |                                                            |
| 1904                                     | 1925                          | Théophile Mauny    |           |                                                            |
| 1925                                     | 1933                          | Aimé Launay        |           |                                                            |
| 1933                                     | 1945                          | Almire Angot       |           |                                                            |
| 1945                                     | 1959                          | Arsène Tessier     |           |                                                            |
| 1959                                     | 1961                          | Auguste Godet      |           |                                                            |
| 1961                                     | 1965                          | Marcel André       |           |                                                            |
| 1965                                     | 1983                          | Maurice Leloup     |           |                                                            |
| 1983                                     | 1986                          | Jacques Maisonnet  |           |                                                            |
| 1986                                     | 2001                          | René Marchand      |           |                                                            |
| mars 2001                                | En cours (au 2 décembre 2021) | Jérôme Larchevêque | SE        | chef d’entreprise retraité Réélu pour le mandat 2020-2026, |

### Distinctions et labels
La commune a reçu en 2022 une Troisième fleur au concours des villes et villages fleuris.

## Population et société

### Démographie
L'évolution du nombre d'habitants est connue à travers les recensements de la population effectués dans la commune depuis 1793. Pour les communes de moins de 10 000 habitants, une enquête de recensement portant sur toute la population est réalisée tous les cinq ans, les populations de référence des années intermédiaires étant quant à elles estimées par interpolation ou extrapolation. Pour la commune, le premier recensement exhaustif entrant dans le cadre du nouveau dispositif a été réalisé en 2004.

En 2022, la commune comptait 195 habitants, en évolution de −13,33 % par rapport à 2016 (Orne : −3,21 %, France hors Mayotte : +2,11 %).
| 1793 | 1800 | 1806 | 1821 | 1836 | 1841 | 1846 | 1851 | 1856 |
| ---- | ---- | ---- | ---- | ---- | ---- | ---- | ---- | ---- |
| 320  | 331  | 350  | 451  | 437  | 434  | 437  | 426  | 443  |

| 1861 | 1866 | 1872 | 1876 | 1881 | 1886 | 1891 | 1896 | 1901 |
| ---- | ---- | ---- | ---- | ---- | ---- | ---- | ---- | ---- |
| 436  | 450  | 440  | 419  | 372  | 326  | 336  | 339  | 322  |

| 1906 | 1911 | 1921 | 1926 | 1931 | 1936 | 1946 | 1954 | 1962 |
| ---- | ---- | ---- | ---- | ---- | ---- | ---- | ---- | ---- |
| 319  | 295  | 282  | 254  | 263  | 265  | 246  | 250  | 214  |

| 1968 | 1975 | 1982 | 1990 | 1999 | 2004 | 2006 | 2009 | 2014 |
| ---- | ---- | ---- | ---- | ---- | ---- | ---- | ---- | ---- |
| 243  | 218  | 225  | 212  | 218  | 231  | 232  | 239  | 223  |

| 2019 | 2022 | - | - | - | - | - | - | - |
| ---- | ---- | - | - | - | - | - | - | - |
| 207  | 195  | - | - | - | - | - | - | - |

| 1793 | 1800 | 1806 |
| ---- | ---- | ---- |
| 135  | 138  | 133  |

## Culture locale et patrimoine

### Lieux et monuments
- Église Saint-Martin du XIXe siècle.
- Ferme de la Normanderie.
- Ancien prieuré de Vandes.

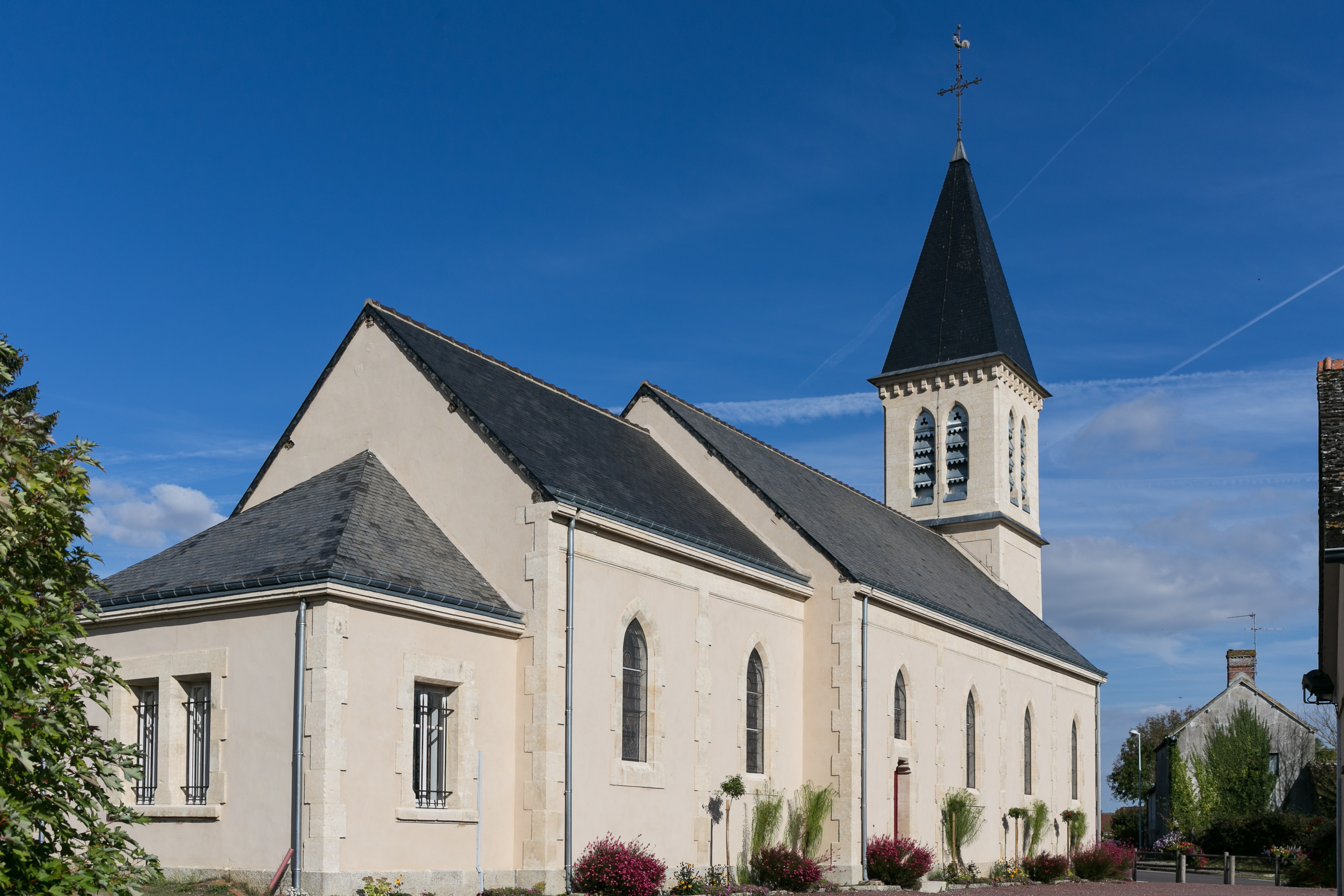
L'église Saint-Martin.
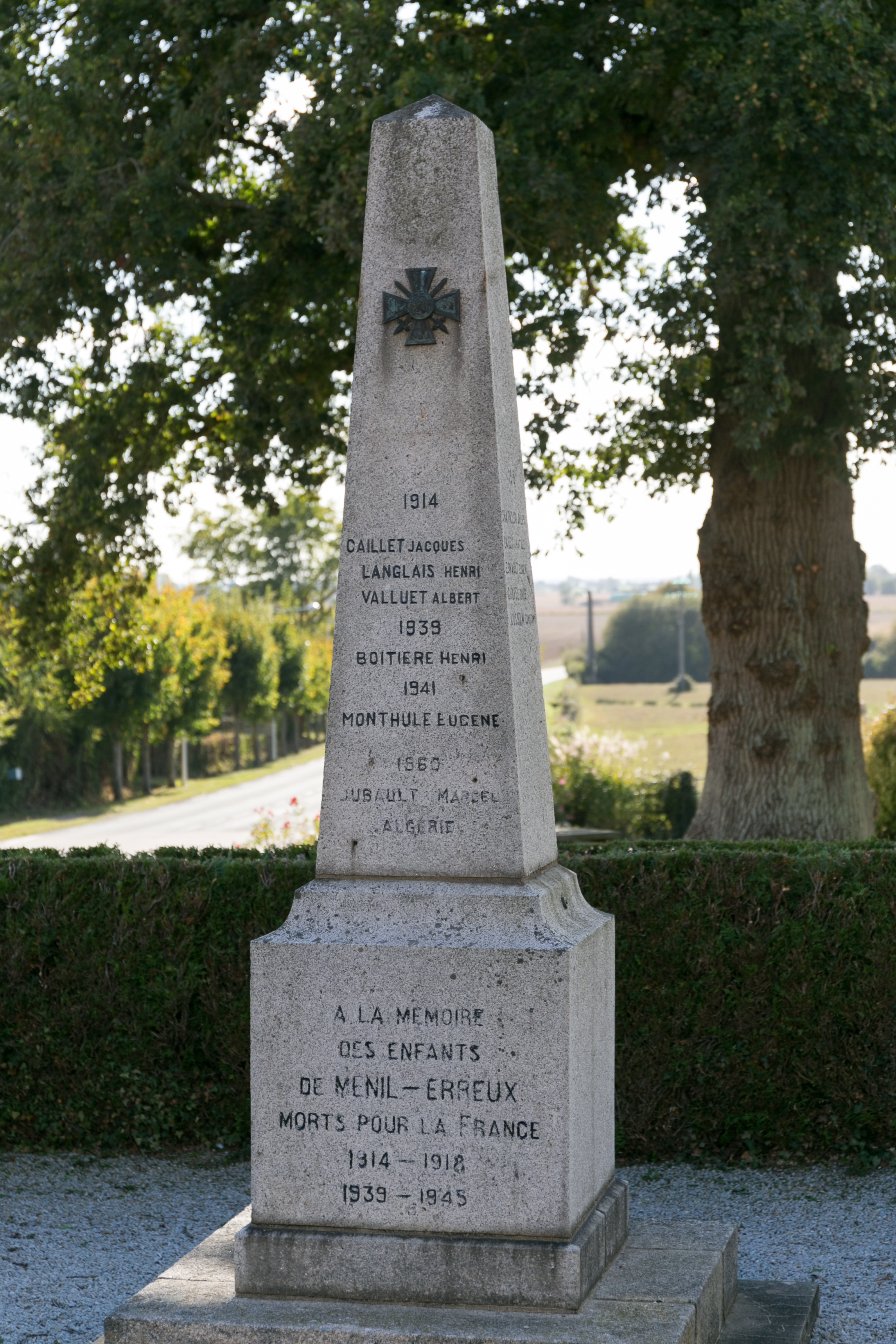
Le monument aux morts.
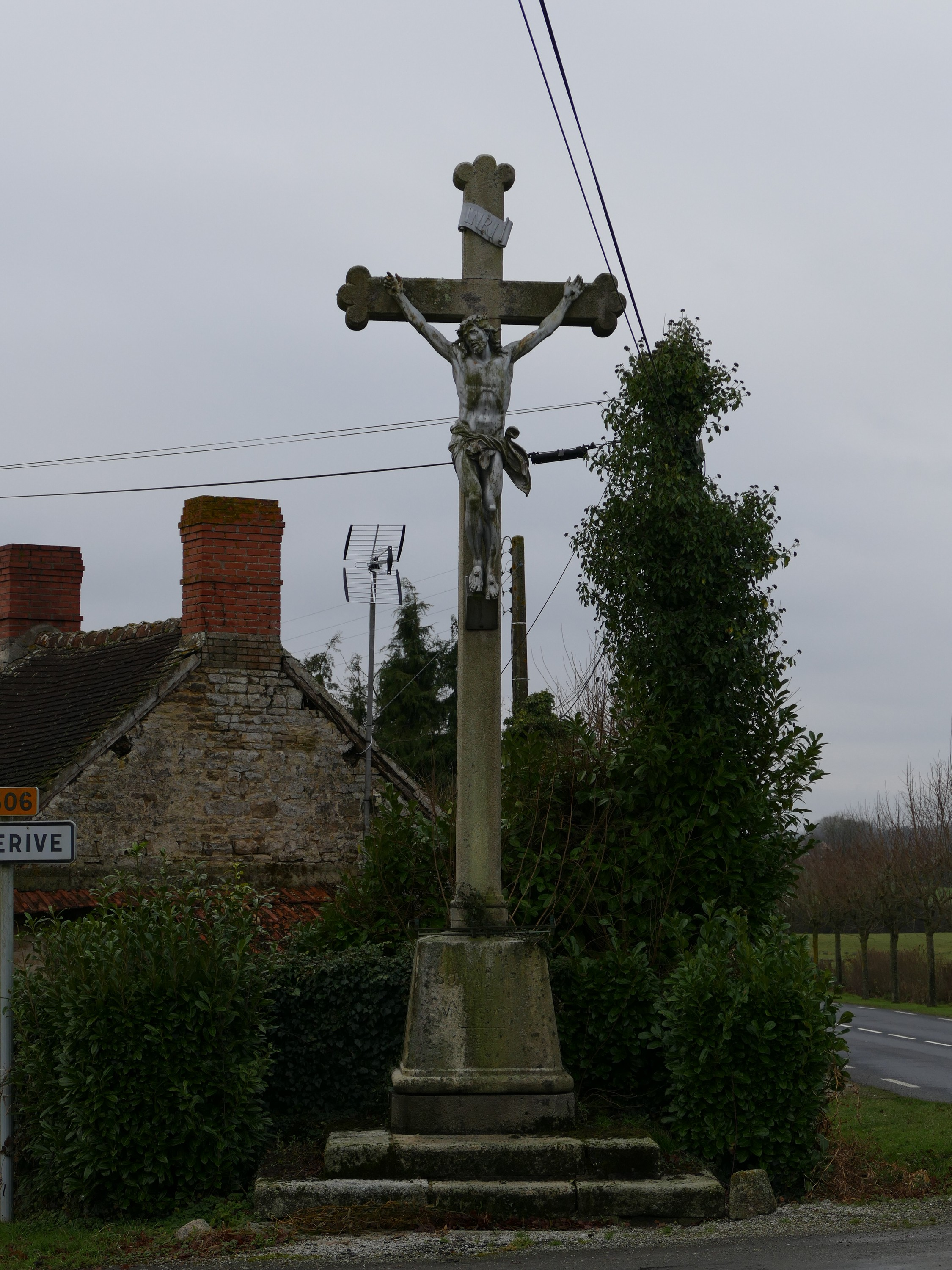
Crucifix, route de Hauterive.